# Oxyde mixte de baryum, de cuivre et d'yttrium
Les oxydes mixtes de baryum, de cuivre et d'yttrium, notés YBaCuO ou YBCO, sont des céramiques connues pour être des supraconducteurs à haute température et ont été les premiers matériaux identifiés présentant un phénomène de supraconductivité au-dessus de la température d'ébullition de l'azote liquide, soit 77,36 K (−195,79 °C). Ils ont été découverts en 1986 par Johannes Georg Bednorz et Karl Alexander Müller. La plupart de ces oxydes ont pour formule générale YBa2Cu3O7–δ, souvent notée Y123, mais d'autres présentent des rapports Y:Ba:Cu différents, tels que YBa2Cu4Ox (Y124), Y2Ba4Cu7Ox (Y247), ou encore Y2Ba2Cu2Ox (Y222). Ils font partie de la famille plus générale des oxydes mixtes de baryum, de cuivre et de terre rare, notée REBCO.

## Historique
En avril 1986, soit 75 ans après la découverte de la supraconductivité en 1911, Georg Bednorz et Karl Müller, travaillant chez IBM à Zurich, ont découvert que certains oxydes semi-conducteurs deviennent supraconducteurs à 35 kelvins (−238 °C), considérée comme une température relativement élevée. En particulier, l'oxyde mixte de baryum, de cuivre et de lanthane (LBCO), à structure pérovskite déficiente en oxygène, se sont révélés prometteurs. En 1987, Bednorz et Müller ont reçu le prix Nobel en physique pour ce travail.
À partir de là, Maw-Kuen Wu et ses élèves, Ashburn et Torng, à l'université d'Alabama à Huntsville en 1987, et Paul Chu (en) et ses élèves à l'université de Houston en 1987, ont découvert que l'YBCO avait une température critique de  93 K (le premier échantillon était Y1,2Ba0,8CuO4). Leurs travaux ont rapidement mené à un nouveau supraconducteur, inaugurant une nouvelle ère dans la science de la matière et de la chimie.
YBCO fut le premier matériau à être supraconducteur au-dessus de 77 K, point d’ébullition de l'azote liquide. Tous les matériaux développés avant 1986 devenant supraconducteurs seulement à la température de l’hélium liquide (4,2 K) ou de l’hydrogène liquide (20,28 K) - la plus haute était atteinte par le Nb3Ge à 23 K. Le principal intérêt de la découverte de l'YBCO est le coût très bas de la substance utilisée pour le refroidissement en dessous de la température critique.

## Synthèse
Un oxyde mixte de baryum, de cuivre et d'yttrium à l'état relativement pur a été synthétisé pour la première fois par chauffage d'un mélange des carbonates des métaux le constituant sur une plage de températures s'étendant de 1 000 à 1 300 K,, suivant la réaction :
4 BaCO3 + Y2(CO3)3 + 6 CuCO3 + (1/2 – δ) O2 ⟶ 2 YBa2Cu3O7–δ + 13 CO2.
Les préparations modernes d'YBCO reposent sur les oxydes et nitrates correspondants.
Les propriétés supraconductrices de YBa2Cu3O7–δ sont sensibles à la valeur de δ, qui représente l'écart à la stœchiométrie en oxygène. Seuls les matériaux pour lesquels on observe 0 ≤ δ ≤ 0,65 sont supraconducteurs en-dessous de la température critique Tc ; pour δ ≈ 0,07, la supraconductivité est observée jusqu'à une température de 95 K et jusqu'à un champ magnétique de 120 T pour B orthogonal aux plans CuO2 et 250 T pour B parallèle aux plans CuO2.
Les propriétés de ces matériaux dépendent également de la méthode de cristallisation utilisée ainsi que de la qualité du frittage. La supraconductivité est d'autant meilleure que les joints de grains sont alignés par recuit et trempe étroitement contrôlés.
Il existe de nombreuses autres méthodes de synthèse des céramiques YBCO, comme le dépôt chimique en phase vapeur, (CVD), les procédés sol-gel et les procédés par aérosols. Ces procédés alternatifs demandent également un frittage soigné pour produire un supraconducteur de qualité.
La découverte que l'acide trifluoroacétique CF3COOH empêche la formation de carbonate de baryum BaCO3 a ouvert la voie à d'autres procédés. Le dépôt chimique en solution permet notamment de produire de longs rubans de YBCO. Cette approche réduit la température nécessaire à l'obtention de la phase souhaitée aux environs de 700 °C et ne requiert pas de travailler sous vide, ce qui la rend économiquement plus intéressante.

## Structure

Maille cristalline de indiquant la localisation des ions Y et Ba.

Les céramiques YBCO cristallisent en une structure pérovskite lamellaire riche en défauts cristallins. La limite de chaque couche est définie par des plans constitués d'unités CuO4 planes carrées partageant leurs quatre sommets. Ces plans peuvent parfois être légèrement plissés. Des rubans formés d'unités CuO2 partageant deux sommets sont perpendiculaires aux plans CuO4. Les atomes d'yttrium se trouvent entre les plans CuO4, tandis que les atomes de baryum se trouvent entre les rubans CuO2 et les plans CuO4 (voir schéma). Dans la littérature, on parle également de plans CuO2 et de chaînes CuO pour désigner les plans CuO4 et les rubans CuO2.
|                   |             |                         |                                     |                                |
| Unité YO8 cubique | Unité BaO10 | Unité CuO4 plane carrée | Unité CuO5 pyramidale à base carrée | Maille cristalline YBa2Cu3O7–δ |

|                  |             |
| Plan CuO4 plissé | Rubans CuO2 |

Bien que YBa2Cu3O7 soit un composé chimique défini ayant une stœchiométrie et une structure spécifiques, les substances ayant moins de sept atomes d'oxygène par maille élémentaire sont des composés non stœchiométriques. Leur structure dépend de leur teneur en oxygène. Cet écart à la stœchiométrie est noté δ dans la formule chimique YBa2Cu3O7–δ. Lorsque δ = 1, les sites O(1) des couches Cu(1) sont vides et la structure cristalline est tétragonale avec le groupe d'espace P4mm (no 99). Cette structure est isolante et ne présente pas de supraconductivité. L'accroissement du taux d'oxygène dans le cristal permet de combler des lacunes O(1). Lorsque δ < 0,65 (donc lorsque les mailles élémentaires comptent au moins 6,35 atomes d'oxygène par atome d'yttrium), il se forme des chaînes CuO le long de l'axe b du cristal. Les variations d'amplitude le long de l'axe b modifient la structure cristalline pour la rendre orthorhombique, avec pour paramètres cristallins a = 382 pm, b = 389 pm et c = 1 168 pm lorsque δ = 0. La supraconductivité est observée pour δ < 0,2, où le groupe d'espace est Pmmm (no 47), avec un optimum pour δ = 0,07.
Les expériences avec d'autres éléments substitués sur les sites du cuivre et du baryum ont montré que la conduction intervient dans les plans Cu(2)O tandis que les chaînes Cu(1)O(1) agissent comme réservoirs de charges en fournissant des porteurs pour les plans. Ce modèle ne décrit cependant pas correctement la supraconductivité du Pr123, analogue du Y123 au praséodyme. La conduction dans les plans CuO4 rend la conductivité de ces matériaux fortement anistrope, avec une variation d'un ordre de grandeur entre l'axe c et le plan (a, b). Cette anisotropie est encore plus grande dans les autres cuprates de la même famille, avec un très faible transfert de charges entre les plans.
On retrouve cette anisotropie dans d'autres paramètres de la supraconduction, aussi bien pour la profondeur de pénétration λ, avec les valeurs λab ≈ 150 nm contre λc ≈ 800 nm, que pour la longueur de cohérence (en) ξ, avec les valeurs ξab ≈ 2 nm contre ξc ≈ 0,4 nm. Bien que la longueur de cohérence soit cinq fois plus élevée dans les plans (a, b) que le long de l'axe c, elle reste assez faible comparée à d'autres supraconducteurs tels que le niobium, où l'on a ξ ≈ 40 nm. Cela signifie que la supraconductivité des céramiques Y123 est davantage susceptible d'être localement rompue par des défauts cristallins de la taille d'une maille cristalline ou par des interfaces telles qu'un joint de macle. Cette sensibilité rend la fabrication de supraconducteurs YBCO délicate et rend ces matériaux sensibles à la dégradation, notamment sous l'effet de l'humidité.

## Traitements de surface
Les traitements de surface des matériaux conduisent souvent à des propriétés améliorées, voire nouvelles. Des matériaux YBCO traités en surface ont permis d'en limiter la corrosion, d'y lier des polymères, de préparer des structures supraconducteur organique / isolant / supraconducteur à haute température, et de réaliser des jonctions tunnel stratifiées métal / isolant / supraconducteur. Ces matériaux moléculaires en couches minces sont produits par voltampérométrie cyclique. On a pu produire des matériaux YBCO avec des couches d'alkylamines, d'arylamines et de thiols de stabilité variable. On a proposé que les groupes amine agissent comme des bases de Lewis et se lient aux sites Cu superficiels agissant comme des acides de Lewis à la surface de YBa2Cu3O7–δ pour former des liaisons covalentes de coordination stables.

## Application
- Un réacteur SPARC de fusion nucléaire contenant des électroaimants supraconducteurs en matériau YBCO est prévu pour être construit aux États-Unis en collaboration avec le MIT.